# Amathia imbricata
Amathia imbricata is een mosdiertjessoort uit de familie van de Vesiculariidae. De wetenschappelijke naam van de soort is voor het eerst geldig gepubliceerd in 1798 door Adams.

## Beschrijving
De Amathia imbricata is een kolonievormend mosdiertjessoort waarbij de individuele zoïden in groepjes leven op eenvoudig vertakte stelen (stolonen genaamd). De stolonen liggen soms op de grond, maar kunnen ook rechtop staan. De zoïden zijn 0,8-1,5 mm lang, enigszins peervormig, met 10 tentakels. Embryo's zijn geel van kleur.

## Verspreiding en leefgebied
De Amathia imbricata is niet alleen algemeen verspreid in West-Europa, maar komt ook voor aan de andere kant van de Atlantische Oceaan. Voornamelijk in het intergetijdengebied (op grote bruinwieren zoals de blaaswier (Fucus vesiculosus) en de knotswier (Ascophyllum nodosum) en ondiepe delen van het sublittoraal.